# Mustapha Chadili
Mustapha Chadili (arab. مصطفى الشاذلي; ur. 14 lutego 1973 w Casablance) – marokański piłkarz grający na pozycji bramkarza.
Grał w Olympique Casablanca, Raja Casablanca, Moghreb Tétouan i FAR Rabat.
Znalazł się w składzie reprezentacji Maroka na Mistrzostwa Świata w Piłce Nożnej w 1998 roku.